# NGC 4086
NGC 4086 ist eine linsenförmige Galaxie vom Hubble-Typ S0 im Sternbild Haar der Berenike. Sie ist schätzungsweise 315 Millionen Lichtjahre von der Milchstraße entfernt.
Das Objekt wurde am 2. Mai 1864 von Heinrich d’Arrest entdeckt.